# Megastigmus flavivariegatus
Megastigmus flavivariegatus är en stekelart som beskrevs av Girault 1915. Megastigmus flavivariegatus ingår i släktet Megastigmus och familjen gallglanssteklar. Inga underarter finns listade i Catalogue of Life.